# Will Gadd
Will Gadd (8. března 1967) je kanadský horolezec a bývalý reprezentant v ledolezení, vítěz celkového hodnocení světového poháru v ledolezení na obtížnost.

## Závodní výsledky
| Světový pohár v ledolezení | Světový pohár v ledolezení |
| Rok                        | 2000                       |
| -------------------------- | -------------------------- |
| Obtížnost                  | 1                          |
| jednotlivě*                | ?                          |

* pozn.: napravo jsou poslední závody v roce